# Pont de Lianxiang
Le pont de Lianxiang  ou pont de Lianchen (chinois simplifié : 湘潭莲城大桥 ; chinois traditionnel : 湘潭蓮城大橋 ; pinyin : Xiāngtán Liánchéng dàqiáo), est un pont en arc en tubes d’acier remplis de béton (de type CFST, pour concrete filled steel tube), situé dans la province de Hunan, en Chine
Ouvert à la circulation en 2007 son arc a une portée de 420 mètres, faisant de cet ouvrage le sixième plus grand pont en arc de Chine.

## Description
L’ouvrage est un pont en arc à trois travées en aile d’oiseau haubanées. La travée principale est un arc à membrures en tubes d’acier remplis de béton (CFST) et a une portée, mesurée entre appuis, de 420 mètres. Les travées latérales sont des demi-arcs en béton de 120 mètres de portée. Deux tours supportent les haubans qui sont arrimés à leur autre extrémité aux éléments de l’arc central.

## Construction
Les travées de rive ont été construites par préfabrication in situ. Les tubes d’acier de l’arc central ont été mis en place à l’aide d’une grue à câbles, elle-même disposée au sommet des deux tours supportant les haubans.